# ピクテ・ジャパン
ピクテ・ジャパン株式会社はスイスのジュネーヴに本社を置く、ヨーロッパ最大級の資産運用会社であるピクテ銀行の日本法人。1987年から機関投資家を対象とした資産運用サービス業務を開始、1997年には投資信託業務に参入し、企業買収など推し進めた。運用資産総額は、2018年12月末時点で約1.98兆円。
2022年7月1日付で、商号を「ピクテ投信投資顧問株式会社」から「ピクテ・ジャパン株式会社」へ変更した。